# 伊马德丁·赞吉
伊马德丁·赞吉（1085年—1146年）是赞吉王朝的创立者，他曾为摩苏尔、阿勒颇、哈马和埃德萨的总督。

## 生平

### 早年
赞吉是安奎沙克·哈吉卜的儿子，安奎沙克本来是马利克沙一世手下的阿勒颇总督，也是叙利亚大部分地区的实际统治者。在赞吉十岁的时候，安奎沙克由于叛国罪被突突什一世斩首，时为摩苏尔总督的卡布卡接纳了赞吉并抚养他成人。1127年，赞吉成功被大塞尔柱帝国的马哈茂德二世封为摩苏尔总督，他在1128年兼任阿勒颇总督后借此脱离了塞尔柱王朝并建立了赞吉王朝。

### 与布里迪王朝的冲突
1130年，赞吉为了扩展他的势力范围，他决定向布里迪王朝下手。赞吉假借抵抗十字军为托，与布里迪王朝统治者布里建立了盟约，却在不久后利用了这个盟约，不但占据了哈马城，还绑架了布里的儿子。布里为了赎回他的儿子及所有来自大马士革的囚犯，不得不支付五万第纳尔。次年赞吉向布里提议，只要交出希拉的埃米尔萨达克，他就可以还回五万第纳尔。然而最后布里迪王朝拒绝了他的请求，使得赞吉不得不另想他法。他在法蒂玛王朝的使者带着萨达克自大马士革返回时，出兵抢劫使节团，使得使者只能空手回到巴格达。
1134年，尽管赞吉开始插手阿尔图格王朝的事务，他依旧以攻取大马士革为最终目标。赞吉在1135年收到了布里迪王朝统治者伊斯玛耳的求援信，伊斯玛耳对他的臣民十分残暴，经过数年的积累后伊斯玛耳害怕民众所积累的怨气会化为行动，因此以献出大马士革为代价请求赞吉进军恢复大马士革的和平。然而赞吉最后没接纳到大马士革–伊斯玛耳的母亲联合王室成员共同谋杀了伊斯玛耳，预防了大马士革落入赞吉之手。赞吉并不甘心，他没有因为伊斯玛耳的逝世就停手，他聚集了他的军队按计划到达了大马士革并试图强行攻占大马士革城。结果赞吉所部伤亡严重，赞吉王朝不得不和布里迪王朝缔结和平条约，并收取布里迪王朝新任统治者沙哈布丁的弟弟巴哈拉姆为人质。
这时候赞吉被命去平复伊拉克的政权，赞吉并不理睬传达命令的信使，但他也根据和平条约停止了攻城，并在回到阿勒颇的路上攻破了霍姆斯，杀死了激怒他的总督。随后沙哈布丁派出乌讷尔作为霍姆斯的新任总督。

### 与十字军的冲突
1137年，赞吉没有放弃霍姆斯，再次进犯，被乌讷尔打退。此时大马士革决定和十字军结盟，获得了来自耶路撒冷的援助。赞吉的军队在巴林快速击溃了耶路撒冷来的军队，富尔克五世不得不投降以换取自己有机会逃回王国。赞吉随后就遇到了拜占庭帝国方面联军，经过他的努力防御，约翰二世不得不率军离开阿勒颇，转而攻击曼契德希特。曼契德希特对赞吉王朝而言并不是很重要，不过在西扎之战持续了一个月后，赞吉组建了他的援军前往西扎。尽管赞吉的援军使得约翰二世的军队被拖在城外，曼契德酋长已经投降了拜占庭帝国，赞吉无功而返。
1138年5月，赞吉王朝和布里迪王朝签订了新的和平条约，赞吉也根据条约迎娶了伊斯玛耳的母亲-祖穆拉德，而布里迪王朝也借此拿到了此次婚礼的嫁妆-霍姆斯。1139年，随着沙哈布丁被刺身亡，赞吉再次出兵进犯布里迪王朝。乌讷尔联合了耶路撒冷向赞吉发起了反击，却无法阻止赞吉围住了大马士革的前线堡垒巴勒贝克。巴勒贝克同意以给予他们和平的商道为代价投降赞吉。在取得巴勒贝克统治权后，赞吉并没有遵守他的诺言，他把此城赐给了他的一位将领阿尤布，也就是萨拉丁的父亲。随后赞吉便放弃继续进攻大马士革，贾马鲁丁恰巧因病身亡，由穆吉尔丁继承君权，乌讷尔依旧摄政。
由于贾马鲁丁的逝世，乌讷尔和耶路撒冷为对抗赞吉而建立了新的约定。布里迪王朝和十字军的联军在此约定下攻向巴尼亚斯，赞吉为威胁联军而又向大马士革进军，很快再次撤兵。这样一来三方都没有发生过大型的冲突战争，直到到1144年，赞吉的新一轮扩张。
1144年12月24日，赞吉率军收复了当时最为弱小、拉丁化最轻的埃德萨城，这直接引发了第二次十字军东征，被后来穆斯林的史书记载为对抗十字军的圣战的起源。

### 去世
1145年，赞吉再次率军试图攻克大马士革，然而在1146年，他的奴隶亚兰克什对他实施了刺杀行动，赞吉当场死亡。在赞吉去世的时候，赞吉王朝拥有叙利亚的大部分地区，是当地最为强盛的王朝。赞吉的去世也导致了这个王朝的短暂分裂，他的两个儿子，萨法丁和努爾丁，分别继承了摩苏尔城和阿勒颇城。